# Amalrik VIII van Thouars
Amalrik VIII van Thouars (1187-1246) was van 1242 tot aan zijn dood burggraaf van Thouars.

## Levensloop
Amalrik VIII was de tweede zoon van burggraaf Amalrik VII van Thouars uit diens tweede huwelijk met Maria, wier afkomst niet is overgeleverd.
Na de dood van zijn broer Gwijde I werd hij in 1242 burggraaf van Thouars. Zodra hij aan de macht kwam, trok hij naar Chinon om koning Lodewijk IX van Frankrijk te huldigen. Omdat het huis Thouars zich in het verleden als onbetrouwbare vazallen hadden gedragen, moest Amalrik, zolang het conflict met heer Hugo X van Lusignan liep, alle garnizoenen in zijn steden en kastelen onder de controle van de Franse koning plaatsen.
Hij was gehuwd met Beatrix van Machecoul (overleden in 1235), vrouwe van Machecoul en La Roche-sur-Yon en weduwe van Willem van Mauléon, heer van Talmont. Ze kregen minstens twee kinderen:
- Amalrik (overleden in 1218), heer van Machecoul en La Roche-sur-Yon
- Johanna (overleden in 1258), vrouwe van Machecoul, Luçon en La Roche-sur-Yon, huwde eerst met baron Harduin IV van Maillé en daarna met heer Maurits II van Belleville

Burggraaf Amalrik VIII van Thouars overleed in 1246. Hij werd opgevolgd door zijn neef Amalrik IX, de zoon van zijn broer Gwijde I.